# 禁酒令 (迷你連續劇)
《禁酒令》（英語：Prohibition，又名《美國禁酒令》）是一部2011年的美國迷你連續劇形式的紀錄片，導演是肯·伯恩斯和林恩·諾維克，旁白是彼得·柯尤特。本片在2011年10月2日和2011年10月4日之間播放。本片是大幅取材自丹尼爾·奧克倫特的2010年書籍《Last Call: The Rise and Fall of Prohibition》。

## 概要
《禁酒令》講述酒精飲料的消費和效果如何與美國許多不同的文化力量有關，包括移民入境、美國婦女選舉權和入息稅。最終禁酒運動導致美國憲法第十八修正案的禁酒令獲得通過。這是不穩定，不受歡迎的強制實施，普遍大眾公然違抗法律，而與非法酒精交易關聯的暴力犯罪活動引起對修正案的不滿日益增加，最終令修正案於十三年後被廢除。

## 集數
1. 酒鬼的國度（"A Nation of Drunkards"）（1小時34分）講述移民入境、酗酒、女性參政權和禁酒運動如何導致第十八修正案的禁酒令獲得通過。
2. 蔑視法律的國度（"A Nation of Scofflaws"）（1小時50分）針對禁酒令如何強制實施而變得反常，以及引起意想不到的後果，包括造成大部份居民的犯罪活動。
3. 偽君子的國度（"A Nation of Hypocrites"）（1小時45分）隨着經濟大蕭條被受矚目時，也逐漸傾向禁酒令的廢除。[3]

## 陣容

### 配音演員
- 亞當·阿金（英语：Adam Arkin）
- 菲力普·博斯科（英语：Philip Bosco）
- 柏茜亞·奇力遜（凱莉·納西翁）
- 凱文·康維（英语：Kevin Conway (actor)）
- 彼得·柯尤特（旁白）
- 布萊絲‧丹娜（英语：Blythe Danner）
- 保羅·吉馬蒂（喬治·雷穆斯）
- 湯·漢斯（報紙）
- 謝洛美·艾朗斯
- 森姆·積遜
- 約翰·李斯高（H·L·孟肯）
- 喬許·盧卡斯
- 埃米·馬迪根（英语：Amy Madigan）
- Carolyn McCormick（英语：Carolyn McCormick）
- 奧立佛·普雷特（艾爾·卡彭）
- 坎貝爾·史考特（史考特·費茲傑羅）
- 弗朗西絲·史滕哈根（英语：Frances Sternhagen）
- Joanne Tucker
- 山姆·華特斯頓（報紙）

### 受訪顧問
- Zeke Alpern
- 喬納森·伊格（英语：Jonathan Eig）
- 諾亞·費爾德曼（英语：Noah Feldman）
- 皮特·哈米爾（英语：Pete Hamill）
- Edwin T Hunt Jr
- Michael Lerner
- 威廉·勞易登堡格（英语：William Leuchtenburg）
- 馬田·E·馬蒂（英语：Martin E. Marty）
- 凱瑟琳·吉爾伯特·默多克（英语：Catherine Gilbert Murdock）
- 丹尼爾·奧克倫特
- 露絲·P·史密斯（英语：Ruth P. Smith）
- 約翰·保羅·史蒂文斯
- Margaret Loines Wilkie
- 喬舒亞·M·塞茨（英语：Joshua M. Zeitz）

## 外部連結
- PBS: Prohibition （页面存档备份，存于）
- Florentine Films （页面存档备份，存于）

互联网电影数据库（IMDb）上《Prohibition》的资料（英文）